# کیخسرو خروش
کیخسرو خروش (زادهٔ ۱۳۲۰، تهران) خوشنویس و نقاش ایرانی و از چهره‌های ماندگار این هنر است. او در پنجمین همایش چهره‌های ماندگار در سال ۱۳۸۴ به عنوان چهرهٔ ماندگار رشته خوشنویسی برگزیده شده‌است.

## زندگی‌نامه
کیخسرو خروش در اردیبهشت ماه سال ۱۳۲۰ (خورشیدی) در تهران به‌دنیا آمد و در خانواده‌ای ادب دوست رشد نمود.
در سال تحصیلی ۱۳۴۰-۴۱ با کسب رتبه اول کنکور وارد دانشکدهٔ هنرهای زیبای دانشگاه تهران شد.سپس در سال ۱۳۴۵ (خورشیدی) باز هم با کسب رتبه نخست دانشگاه هنر را به پایان رسانید.
هم زمان در آموزشگاه آزاد خوشنویسی انجمن خوشنویسان ایران نزد سیدحسین میرخانی آموزش خوشنویسی را شروع کرد و به عنوان اولین دارندهٔ مدرک ممتاز انجمن خوشنویسان ایران شناخته شد. در سال ۱۳۵۴ (خورشیدی) موفق به اخذ مدرک استادی و سال ۱۳۵۸ (خورشیدی) صاحب مدرک استاد ارشد انجمن خوشنویسان ایران شد.
سال‌ها ممارست در هنر خوشنویسی منجر به کتابت بیش از ۳۵ جلد از آثار ارزشمند ادبی و هنری و عرفانی ایران نظیر دیوان حافظ، فرمان علی بن ابی‌طالب به مالک اشتر، وصیت‌نامه امام خمینی، خسرو و شیرین نظامی، چهار مقاله نظامی عروضی و مثنوی پیر و جوان و .... گردید. او از بزرگترین استادان خط نستعلیق معاصراست و آثار خوشنویسی او در دهه‌های گذشته مورد اقبال خاص و عام بوده‌است.
این چهره ماندگار ایران که صاحب نشان درجه یک هنری است؛ در هنر نقاشی محضر استاد علی‌محمد حیدریان که مهمترین حاصل مکتب کمال‌الملک بود، را درک و با آموزه‌های وی میراث‌داری این امانت گرانقدر را تاکنون بر عهده گرفته و با افزوده‌های بسیار تا به عصر امروز رسانده است
او در دانشکده هنر هم دوره آیدین آغداشلو و عباس کیارستمی بوده و به گفته آنان به همکلاسی‌های خود در نقاشی کمک می‌کرده‌است. شناخت و مهارت و قدرت اجرایی در چهره‌سازی و ترکیب‌بندی او از رنگ در طبیعت‌سازی ایرانی، باعث شده تا با حس شگفت‌انگیز ایشان از جوهر باطن نقاشی واقع گرا روبرو شویم. استاد خروش را مهمترین نقاش واقع گرای ایرانی درعصر حاضر می‌دانند. انسانی که به تمام معنا می‌توان او را یک هنرمند واقعی و اصیل دانست.
وی در حال حاضر در گالری خود ( گالری خروش ) مشغول به فعالیت است.